# (2083) Smither
(2083) Smither (1973 WB; 1950 XQ; 1952 OE; 1968 WB; 1978 WA) ist ein Asteroid des Hauptgürtels, der am 29. November 1973 von Eleanor Helin am Palomar-Observatorium entdeckt wurde.

## Benennung
Der Asteroid wurde von Eleanor Helin, der Entdeckerin, und Eugene Shoemaker (1927–1997) nach John C. Smith benannt, um seine Mitarbeit am Planet-Crossing Asteroid Survey zu würdigen und anzuerkennen. Er war als Student am California Institute of Technology als „Smither“ bekannt.